# Slaget vid Wevelinghoven
Slaget vid Wevelinghoven, eller Slaget vid Grevenbroich, ägde rum den 14 juni 1648 under det Trettioåriga kriget och som stod mellan kejserliga och hessiska trupper. Slaget slutade med en hessisk seger. 